# Erik Magnusson

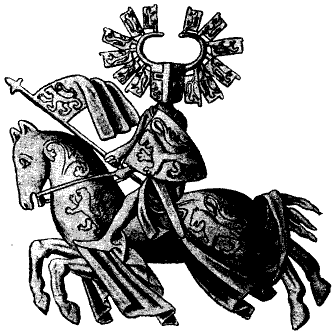
Zegel van Erik Magnusson

Erik Magnusson (1282-1318) was een Zweedse prins, hertog van Svealand, Södermanland, Dalsland, Vastergötland, Värmland en Noord-Halland en een van de mogelijke troonopvolgers van Zweden. Hij was de vader van Magnus II die koning werd van zowel Noorwegen als Zweden.

## Levensloop
Erik werd circa 1282 geboren als vermoedelijk de tweede zoon van koning Magnus I van Zweden en zijn koningin-gemalin Helvig van Holstein. Later werd hij hertog van Södermanland en een gedeelte van Uppland in 1302.
Van Erik werd gezegd dat hij vaardiger en intelligenter dan zijn oudere broer koning Birger was. Hij was ook knap en ambitieus en met zijn sociale kundigheid vormde hij veel bondgenoten. Zijn jongere broer Waldemar Magnusson, hertog van Finland, was mogelijk zijn beste bondgenoot en ondersteunde hem vaak bij allerlei zaken.
Door de moeilijke verhouding tussen de koning en zijn broers kwam het tot een complot in de vorm van het banket van Nyköping, waarbij koning Birger zijn jongere broers opsloot en waarschijnlijk liet verhongeren.
Eriks leven werd beschreven op zeer positieve wijze in de Erikskrönikan door zijn aanhangers. De Erik kroniek is een van de oudste overgeleverde Zweedse kronieken die nog bestaat en geschreven is tussen 1320 en 1335.

## Huwelijk en kinderen
Erik huwde met Ingeborg Håkonsdotter, de dochter van Haakon V van Noorwegen en kreeg;
- Magnus Eriksson, werd in 1319 koning van Noorwegen en Zweden
- Euphemia Eriksdotter, huwde met Albrecht II van Mecklenburg-Schwerin